# Rynhacz
Rynhacz (ukr. Рынгач, dawniej także pol. Ryngacz) — rzeka na Ukrainie, przepływająca przez rejon chocimski i nowosielicki obwodu czerniowieckiego. Lewy dopływ Prutu w dorzeczu Dunaju.

## Opis
Rynhacz ma 42 km długości, a powierzchnia jego dorzecza to 197 km². Dolina V-kształtna, o szerokości do 2,2 km. Terasy zalewowe położone naprzemiennie na obu brzegach, o szerokości od 20 do 90 m. Koryto umiarkowanie rozczłonkowane, o szerokości od 1–2 m w górnym biegu do 5–6 m w dolnym biegu. Spadek rzeki 2,8 m/km. W dolnym biegu istnieją stawy.

## Położenie
Rzeka bierze początek na południowych stokach Wysoczyzny Chocimskiej, na północny zachód od wsi Szyliwci. Płynie głównie na południowy wschód (miejscami na południe), wpada w Prut na południowo-wschodnim skraju wsi Tarasiwci, leżącej na wschód od miasta Nowosielica.
Główne dopływy: Danewka, Ruh
Nad rzeką znajdują się miejscowości: Szyliwci (daw. pol. Szyłowce), Sankiwci, Rynhacz (Ryngacz), Marszynci, Tarasiwci (Tarasowce).

## Źródła
- Географічна енциклопедія України : у 3 т. / редколегія: О. М. Маринич (відпов. ред.) та ін. — К. : «Українська радянська енциклопедія» ім. М. П. Бажана, 1989.